# Adam Wolański (piłkarz ręczny)
Adam Wolański (ur. 16 czerwca 1969 w Krakowie) – polski piłkarz ręczny, grający na pozycji bramkarza.

## Życiorys
Reprezentował barwy takich klubów jak: Czuwaj Przemyśl, Unia Tarnów, MKS Końskie, MMTS Kwidzyn, Warmia Traveland Olsztyn.  W latach 2010–2012 reprezentował barwy Tauron Stali Mielec, zdobył z mielecką Stalą brązowy medal mistrzostw Polski., w której pierwotnie zakończył karierę. 14 listopada 2019 roku wrócił do gry na szczeblu centralnym w barwach I-ligowej drużyny USAR Kwidzyn
Brał udział w Meczu Gwiazd Ekstraklasy polskiej w piłce ręcznej mężczyzn 2009 – towarzyski mecz piłki ręcznej, rozegrany 31 maja 2009 w hali sportowo-widowiskowej MOSiR w Mielcu, pomiędzy drużynami Północy i Południa, w których wystąpili zawodnicy grający w Ekstraklasie.
Wychowanek Kusego Kraków

## Sukcesy
- Mistrzostwa Polski:  2012 (Tauron Stal Mielec)

## Kariera zawodnicza
- Kusy Kraków,
- Hutnik Kraków, 1991–1993
- Czuwaj Przemyśl, 1993–1994
- Unia Tarnów, 1994–1997
- MKS Końskie, 1997–2000
- MMTS Kwidzyn, 2001–2006
- Warmia AGS Olsztyn, 2006–2010
- Tauron Stal Mielec, 2010–2012